# QGF-02ヘルメット

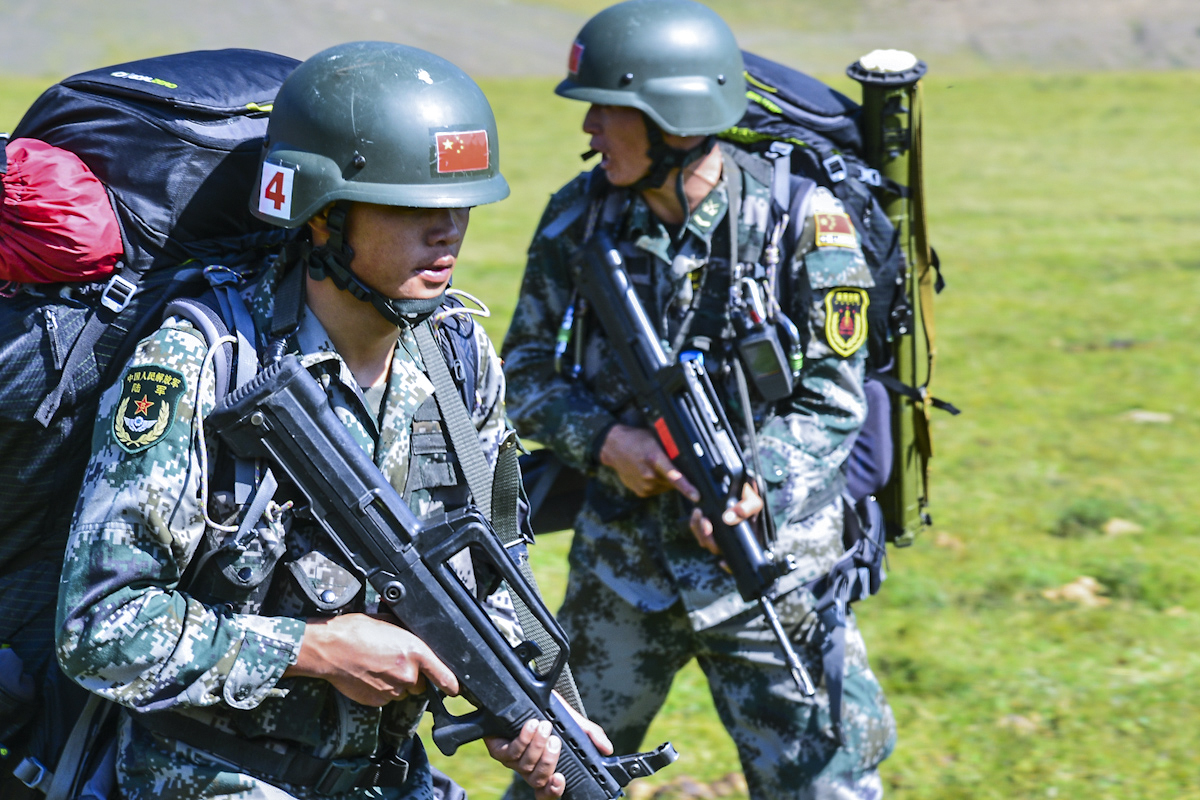
95式自動歩槍、QGF02ヘルメットを装備しエルブルス山での山岳軍事訓練に臨む人民解放軍兵士（2017年）

QGF-02ヘルメット（キュージーエフれいにヘルメット、簡体字:QGF02头盔）は中国人民解放軍の戦闘用ヘルメットである。外観はアメリカのPASGTや日本の88式鉄帽同様「フリッツ型」（第二次世界大戦時のシュタールヘルムと同じ耳隠し型）で材質はケブラー製。
1997年の香港進駐で第1陣となった中国人民解放軍陸軍部隊が着用していたのは偽装覆いを被せた外見は後の量産型と全く同じだが材質は従来通り鋼製の初期型であった。
北朝鮮では、2013年7月27日の朝鮮戦争休戦60周年記念の軍事パレードで、行進する歩兵部隊や軍用車両に搭乗している兵士のヘルメットが今までの　旧ソ連風の鉄製ヘルメットと異なり、中国人民解放軍と同タイプのQGF-02ヘルメットやPASGTヘルメットに置き換わっていることが映像で確認できる。また、2020年代に入り板門店など国境警備隊員も装備しているのが確認でき、こちらは迷彩を直接塗装されている。このように朝鮮人民軍に徐々に普及しつつあるものと思われる。また、一部の砲兵が着用しているのが報道写真によって確認できる。

## 歴史

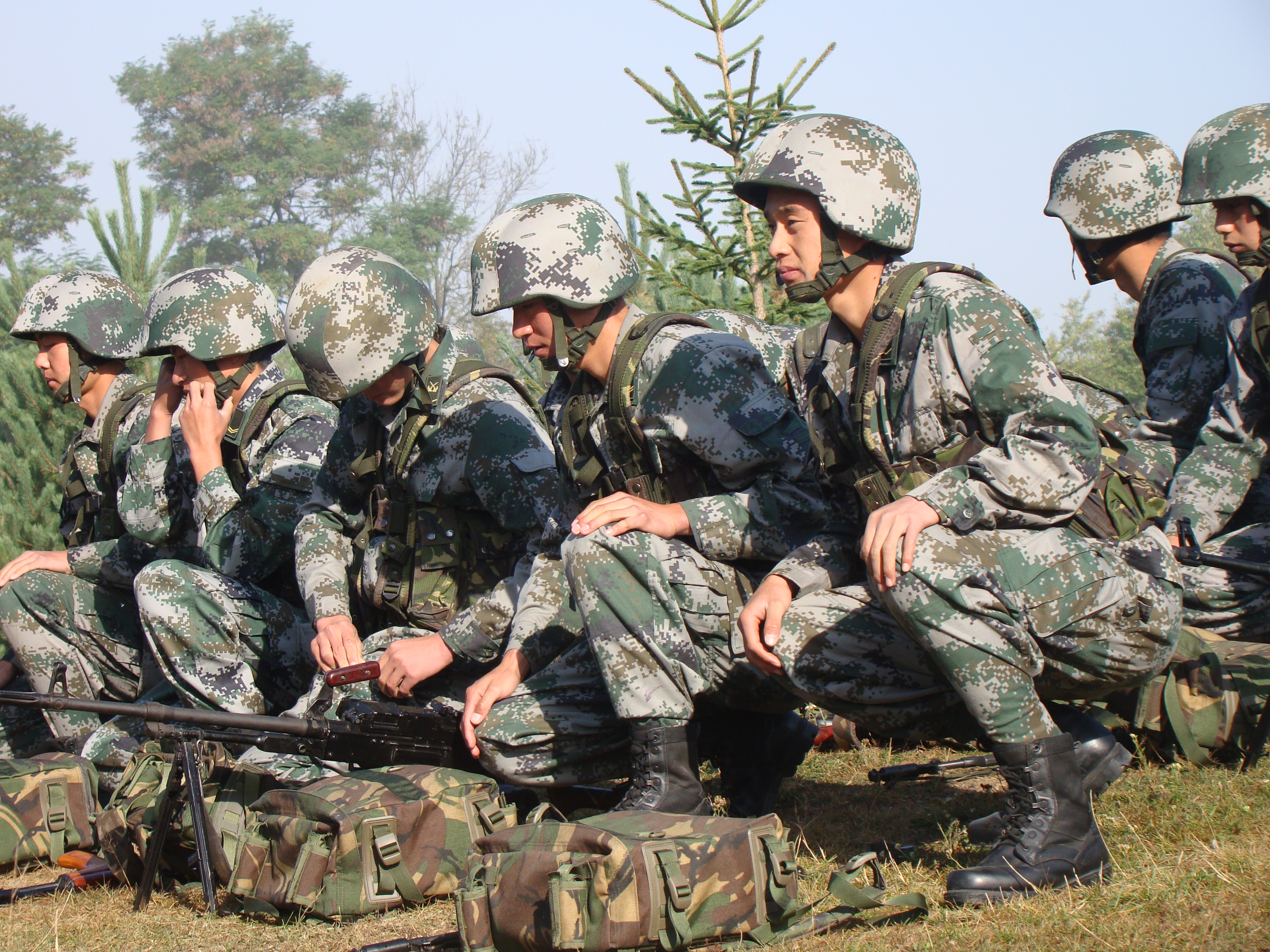
QGF03ヘルメットを装備し、ルーマニア軍との共同軍事演習に臨む人民解放軍兵士（2009年）

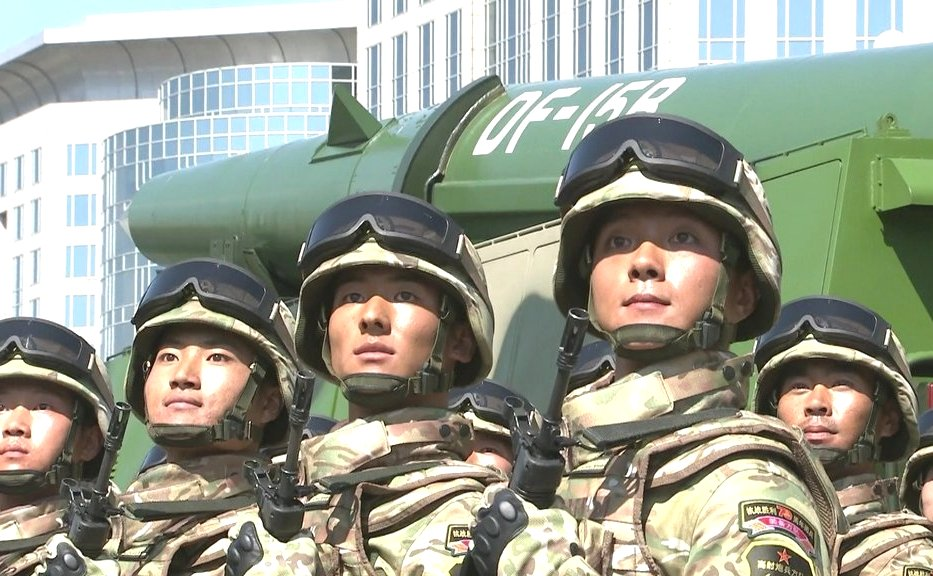
QGF11ヘルメットを装備し、中国人民抗日戦争・世界反ファシズム戦争勝利70周年記念式典に参加した人民解放軍兵士（2015年）

中国人民解放軍では1982年以降、鋼製ヘルメットであるGK80ヘルメット(簡体字:八〇式钢盔)を制式採用していたが、中国人民解放軍海軍では1994年までGK80以前より広く使用されていた鹵獲品由来の日式ヘルメット(簡体字:日式钢盔)が残存する状況であった。
1993年、人民解放軍はアラミド繊維の開発を進め、中国版PASGTともいえる新型の戦闘用ヘルメットであるQGF02アラミドヘルメット(簡体字:QGF02芳纶头盔)の開発に成功した。対弾性能はトカレフTT-33のデッドコピーである54式手槍の5mからの射撃を100%防御可能であるとされた。QGF02は1999年の建国50周年記念観兵式では人民解放軍の参加全兵士に配布され、世界各国に披露される事となった。
2005年、QGF02は目庇の長さを短くし、電子機器装着の親和性の向上、軽量化、低コスト化を図った改良型のQGF-03ヘルメット(簡体字:QGF03芳纶头盔)へと置き換えられ、2015年には目庇を省略し材質の改良を進めた、中国版MICH (ヘルメット)とも言えるQGF-11ヘルメット(簡体字:QGF11头盔)が登場、中国人民武装警察部隊や人民解放軍の上級部隊などの精鋭部隊を中心に先行配備が進められている。